# Dietersheim (Bingen am Rhein)
Dietersheim (rheinhessisch: Diederschem) ist ein Stadtteil der Stadt Bingen am Rhein im Landkreis Mainz-Bingen in Rheinland-Pfalz.

## Geografische Lage
Der Ort liegt südlich der Kernstadt Bingen am Rhein und südlich des Bingener Stadtteils Büdesheim. Am nördlichen Ortsrand verläuft die Landesstraße L 419, am östlichen die L 400 und am südlichen die A 61. Westlich fließt die Nahe und erstreckt sich das 246 ha große Naturschutzgebiet Untere Nahe. 4 km entfernt nördlich fließt der Rhein.

## Geschichte
Bis zum Ende des Alten Reichs gehörte Dietersheim zu Kurmainz.

Nach der Einnahme des linken Rheinufers durch französische Revolutionstruppen wurde die Region 1793 von Frankreich annektiert. 
 Verzögert durch die Koalitionskriege wurde die Annexion erst nach 1797 konsolidiert, Dietersheim gehörte ab 1798 zum Département Donnersberg und dem dortigen Kanton Bingen. Gerichtlich war im Bereich des Kantons für die Zivilgerichtsbarkeit das Friedensgericht Bingen zuständig, für die Angelegenheiten der freiwilligen Gerichtsbarkeit bestanden Notariate.
Aufgrund 1815 auf dem Wiener Kongress getroffener Vereinbarungen und eines 1816 zwischen dem Großherzogtum Hessen, Österreich und Preußen geschlossenen Staatsvertrags kam Rheinhessen, und damit auch Dietersheim, zum Großherzogtum Hessen, das dieses neu erworbene Gebiet als Provinz Rheinhessen organisierte. Nach der Auflösung der Kantone in der Provinz 1835 lag Dietersheim im neu errichteten Kreis Bingen.
Das bis dahin für Dietersheim zuständige Friedensgericht Bingen wurde 1879 aufgelöst und durch das Amtsgericht Bingen ersetzt.
1929 wurde Büdesheim durch Eingemeindung ein Stadtteil von Bingen. Dietersheim folgte 1939.

## Sehenswürdigkeiten
In der Liste der Kulturdenkmäler in Bingen am Rhein sind für Dietersheim sieben Einzeldenkmale aufgeführt.